# U-Bahnhof Theresienstraße
Der U-Bahnhof Theresienstraße der Münchner U-Bahn liegt im Münchener Stadtteil Maxvorstadt unter der Augustenstraße Ecke Theresienstraße und wurde am 18. Oktober 1980 eröffnet. Da der Abstand zwischen ihm und dem nächstgelegenen U-Bahnhof Josephsplatz nur 513 Meter beträgt, besitzt er am nördlichen Ende keinen Aufgang. Die Hintergleiswände wurden mit hellbeigen Wandpaneelen verkleidet. Die mit zwei Lichtbändern ausgestattete Decke ist mit Aluminium-Lamellen verblendet. Die Säulen sind blau gefliest, und der Boden ist mit Isarkiesel-Kunststeinen ausgelegt. Über einen Lift und Rolltreppen erreicht man ein Sperrengeschoss, von dem aus man die Theresienstraße erreichen kann.
| Linie | Linienverlauf |
| ----- | --- |
| U2    | Feldmoching – (1065 m) – Hasenbergl – (631 m) – Dülferstraße – (1112 m) – Harthof – (962 m) – Am Hart – (1010 m) – Frankfurter Ring – (657 m) – Milbertshofen – (1094 m) – Scheidplatz – (1103 m) – Hohenzollernplatz – (756 m) – Josephsplatz – (513 m) – Theresienstraße – (730 m) – Königsplatz – (583 m) – Hauptbahnhof – (905 m) – Sendlinger Tor – (746 m) – Fraunhoferstraße – (1116 m) – Kolumbusplatz – (711 m) – Silberhornstraße – (553 m) – Untersbergstraße – (654 m) – Giesing – (1280 m) – Karl-Preis-Platz – (868 m) – Innsbrucker Ring – (1576 m) – Josephsburg – (978 m) – Kreillerstraße – (1207 m) – Trudering – (959 m) – Moosfeld – (1683 m) – Messestadt West – (925 m) – Messestadt Ost |
| U8    | nur samstags: Olympiazentrum – (944 m) – Petuelring – (832 m) – Scheidplatz – (1103 m) – Hohenzollernplatz – (756 m) – Josephsplatz – (513 m) – Theresienstraße – (730 m) – Königsplatz – (583 m) – Hauptbahnhof – (905 m) – Sendlinger Tor – (746 m) – Fraunhoferstraße – (1116 m) – Kolumbusplatz – (711 m) – Silberhornstraße – (553 m) – Untersbergstraße – (654 m) – Giesing – (1280 m) – Karl-Preis-Platz – (868 m) – Innsbrucker Ring – (982 m) – Michaelibad – (1708 m) – Quiddestraße – (778 m) – Neuperlach Zentrum |